# Arc System Works
Arc System Works ist ein japanischer Entwickler und Publisher von Computerspielen. Das Unternehmen ist vor allem bekannt für seine Prügelspielreihen Guilty Gear und BlazBlue.

## Geschichte
Das Unternehmen wurde am 12. Mai 1988 von ehemaligen Sega-Entwicklern um Programmierer Minoru Kidooka gegründet. Zunächst lautete der Unternehmensname Arc, ab 1991 dann Arc System Works. Arc steht dabei als Akronym für „Action, Revolution, Challenge“. Gegründet in einer Phase des Branchenwandels, der durch den Erfolg des NES ausgelöst wurde, sah Kidooka mit seinen Mitstreitern den künftigen Schwerpunkt der Spieleentwicklung bei den Heimkonsolen, statt wie bislang bei den Arcade-Automaten. Das führte auch zur frühen Trennung von einigen Mitgründern, die weiterhin Arcade-Spiele entwickeln wollten. Die ersten Jahre bestritt das Unternehmen hauptsächlich mit Auftragsarbeiten, meist in Form von Portierungen diverser Spiele auf andere Konsolen, wie die Portierung des Beat ’em Up Double Dragon.
Arcs erstes Fighting Game war das 1994 für den Super Nintendo veröffentlichte Bishōjo Senshi Sailor Moon S: Jōgai Rantō!? Shuyaku Sōdatsusen. Ab 1995 begann das Unternehmen seine Spiele selbst zu vermarkten, beginnend mit dem Shooter Exector für die PlayStation. In diesem Zeitraum genehmigte Kidooka das Konzept des Arc-Mitarbeiters Daisuke Ishiwatari zur Entwicklung eines eigenen Prügelspiels, das 1998 als Guilty Gear auf den Markt kam. Mit der Fortsetzung Guilty Gear X konnte sich Arc nachhaltig im Genre etablieren. Stilistisch hob sich die Serie von der Konkurrenz durch das Festhalten an einer 2D-Optik und einen vergleichsweise hohen Schwierigkeitsgrad ab.
Nach anfänglichen Erfolgen, nutzte sich der Erfolg der mehrfachen Überarbeitungen und Fortsetzungen von Guilty Gear allmählich ab und Arc suchte nach einem neuen Erfolgstitel. Mit dem Generationswechsel zur PlayStation 3 und HD-Grafik bot sich die Gelegenheit für ein Fighting-Game-Konzept von Toshimichi Mori, einem Designer aus dem Guilty-Gear-Team. Daraus entstand der Titel BlazBlue: Calamity Trigger. Mori entwickelte BlazBlue von Beginn an als Franchise, das auch in anderen Medien fortgeführt werden konnte. Zu BlazBlue entstanden daher auch Animes, Mangas und Light Novels. Diese beiden Marken bildeten fortan den Kern von Arcs Geschäftsmodell, während ab den späten 2000ern das Publishing zunehmend ausgebaut wurde.
2014 eröffnete Arc System Works eine Vertriebsniederlassung im kalifornischen Torrance. 2015 erwarb das Unternehmen die Rechte an sämtlichen Marken des Entwicklerstudio Technos Japan, darunter die Reihen Double Dragon, Super Dodge Ball und River City Ransom. 2017 übernahm Arc von Expris die Markenrechte ihres ehemaligen Entwicklungspartners WorkJam an den Serien Jake Hunter, Theresia, Nazo no Jikenbo, and Koneko no Ie.

## Veröffentlichte Titel
- 1988: Final Lap (NES)
- 1988: Double Dragon (Master System)
- 1988: Vigilante (Master System)
- 1989: Scramble Spirits (Master System)
- 1989: Battle Out Run (Master System)
- 1989: Rolling Thunder (NES)
- 1990: Ghouls ’n Ghosts (Master System)
- 1990: Michael Jackson’s Moonwalker (Master System)
- 1990: Code Name: Viper (NES)
- 1990: Chiyonofuji no Ōichō (NES)
- 1990: Operation Wolf (PC Engine)
- 1990: Pengo (Game Gear)
- 1990: Super Monaco GP (Game Gear, Master System)
- 1991: Battle Commander: Hachibushu Shura no Heihou (SNES)
- 1992: Kyōryū Sentai Zyuranger (NES)
- 1992: Great Battle Cyber (NES)
- 1992: Bishoujo Senshi Sailor Moon (Game Boy)
- 1992: Cyber Spin (SNES)
- 1992: Ayrton Senna’s Super Monaco GP II (Game Gear, Master System)
- 1993: Battletoads (Mega Drive, Game Gear)
- 1993: Suzuka 8 Hours (SNES)
- 1994: Gaia Saver (SNES)
- 1994: Bishōjo Senshi Sailor Moon (Mega Drive)
- 1994: Bishōjo Senshi Sailor Moon S: Jōgai Rantō!? Shuyaku Sōdatsusen (SNES)
- 1994: Sonic Drift (Game Gear)
- 1995: Sonic Drift Racing (Game Gear)
- 1995: Virtual Open Tennis (Saturn)
- 1995: Exector (PlayStation)
- 1995: Wizard’s Harmony (PlayStation, Saturn)
- 1997: Wizard’s Harmony 2 (PlayStation, Saturn)
- 1998: Guilty Gear (PlayStation, PSP, PS3, PSVita, Windows, PS4)
- 1998: Wizard’s Harmony R (PlayStation)
- 1999: Prismaticallization (Dreamcast, PlayStation)
- 1999: Tanaka Torahiko no Uru Toraryuu Shogi (Dreamcast, PlayStation)
- 2000: Guilty Gear X (Arcade, Dreamcast, PS2, GBA, Windows)
- 2000: Grappler Baki: Baki Saikyo Retsuden (PS2)
- 2001: Guilty Gear X Plus (PS2)
- 2001: Digital Holmes (PS2)
- 2003: Guilty Gear X Ver.1.5 (Arcade)
- 2003: Guilty Gear X2 (Arcade, PS2)
- 2003: Guilty Gear X2#Reload (Arcade, PS2, Xbox, Windows, PSP)
- 2004: Guilty Gear Isuka (Arcade, PS2, Xbox, Windows)
- 2004: Dragon Ball Z: Supersonic Warriors (GBA)
- 2005: Fist of the North Star (Arcade, PS2)
- 2005: Dragon Ball Z: Supersonic Warriors 2 (Nintendo DS)
- 2005: Guilty Gear XX Slash (Arcade, PS2, PSP)
- 2006: Guilty Gear XX Accent Core (Arcade, PS2, Wii)
- 2007: Guilty Gear 2: Overture (X360, Windows)
- 2007: Battle Fantasia (Arcade, PS3, X360, Windows)
- 2007: Hoshigami Remix (NDS)
- 2008: Guilty Gear XX Accent Core Plus (PS2, PSP, Wii, X360, PS3)
- 2008: BlazBlue: Calamity Trigger (Arcade, PS3, X360, Windows, PSP)
- 2008: Sengoku Basara X (System 246 / System 256, PS2)
- 2008: Super Dodgeball Brawlers (Nintendo DS)
- 2008: Tantei Jinguji Saburo DS (Nintendo DS)
- 2008: Petit Copter (Wii)
- 2008: Family Table Tennis (Wii)
- 2009: Family Glide Hockey (Wii)
- 2009: Family Pirate Party (Wii)
- 2009: Family Mini Golf (Wii)
- 2009: Family Slot Car Racing (Wii)
- 2009: Family Card Games (Wii)
- 2009: Family Grand Tennis (Wii)
- 2009: BlazBlue: Continuum Shift (Arcade, PS3, X360)
- 2009: Animal Puzzle Adventure (NDS)
- 2009: Okiraku Sugoroku (Wii)
- 2009: Jazzy Billiards (NDS)
- 2009: Othello (Windows, 3DS, NDS, Switch, PSP, PSVita, Wii, Wii U)
- 2010: BlazBlue: Continuum Shift II (Arcade, PSP, 3DS)
- 2010: BlayzBloo: Super Melee Brawlers Battle Royale (DSiWare)
- 2011: Hard Corps: Uprising (PS3, X360)
- 2011: Nurarihyon no Mago: Hyakki Ryouran Taisen (PS3, X360)
- 2012: BlazBlue: Chronophantasma (Arcade, PS3, PSVita)
- 2012: Guilty Gear XX Accent Core Plus R (Arcade, PSVita, Windows, Switch)
- 2012: BlazBlue: Continuum Shift Extend (PSVita, PS3, X360, PSP, Windows)
- 2012: Persona 4 Arena (Arcade, PS3, X360)
- 2012: Kyūkōsha no Shōjo (3DS)
- 2012: Phi Brain: Kizuna no Puzzle (PSP)
- 2013: Persona 4 Arena Ultimax (Arcade, PS3, X360)
- 2013: Xblaze Code: Embryo (PS3, PSVita, Windows)
- 2013: Magical Beat (PSVita)
- 2014: Guilty Gear Xrd -SIGN- (Arcade, PS3, PS4, Windows)
- 2014: BlazBlue: Chronophantasma Extend (Arcade, PS3, PS4, XOne, PSVita, Windows)
- 2014: Conveni Dream (3DS)
- 2014: Fantasy Hero: Unsigned Legacy (PSVita)
- 2015: Downtown Nekketsu Koushinkyoku: Soreyuke Daiundoukai All-Star Special (PS3)
- 2015: Family Tennis SP (Wii U)
- 2015: BlazBlue: Central Fiction (Arcade, PS3, PS4, Windows, Switch)
- 2015: Xblaze: Lost Memories (PS3, PSVita)
- 2015: Dragon Ball Z: Extreme Butōden (3DS)
- 2016: Guilty Gear Xrd -REVELATOR- (Arcade, PS3, PS4, Windows)
- 2016: Chase: Cold Case Investigations - Distant Memories (3DS)
- 2016: Inferno Climber (PS4, Switch, Windows)
- 2016: One Piece: Great Pirate Colosseum (3DS)
- 2016: River City Melee: Battle Royale SP (PS4, Windows)
- 2017: Double Dragon IV (PS4, Windows, XOne, Switch)
- 2017: Simple Mahjong Online (Switch)
- 2017: Happy Birthdays (PS4, Windows, Switch)
- 2017: Jake Hunter Detective Story: Ghost of the Dusk (3DS)
- 2018: Dragon Ball FighterZ (PS4, XOne, Windows, Switch)
- 2018: BlazBlue: Cross Tag Battle (PS4, Switch, Windows, Arcade)
- 2019: River City Girls (PS4, XOne, Windows, Switch)
- 2019: Wizard’s Symphony (PS4, Switch)
- 2019: River City Melee Mach!! (PS4, Windows, Switch)
- 2019: Stay Cool, Kobayashi-San!: A River City Ransom Story (PS4, XOne, Windows, Switch)
- 2020: Code Shifter (PS4, XOne, Windows, Switch)
- 2020: Granblue Fantasy Versus (PS4, Windows)
- 2021: Guilty Gear Strive (PS4, PS5, Windows, Arcade)